# Lyn
Пак Чун (кор. 박준?, 朴俊?, род. 12.01.1987), также известный под ником Lyn — корейский киберспортсмен, игрок в Warcraft III за расу орков. Самый успешный игрок 2008—2009 годов по размеру заработанных призовых на турнирах, заработавший только в 2008 году более 100 000 $.

## Бывшие команды
До WeMade FOX «Lyn» выступал за команды World Elite и SK Gaming.

## Достижения
2007 год
- WWW 2007 Season III (Южная Корея, Сеул) — 8000$
- WWW 2007 Summer Grand Prix (Южная Корея, Сеул) — 8000$
- IEF 2007 — 5000$
- Digital Life 2007 Am (Китай, Чэнду) — 2600$
- Extreme Masters L.A. (США, Лос-Анджелес) — 12000$
- Make Games Colorful 2007 — 10000$
- Afreeca Warcraft III League Season 2 — 6000$

2008 год
- CEG Shaoxing Tour (Китай, Шаосин) — 725$
- Afreeca Warcraft III League Season 3 — 6000$
- Extreme Masters Season 2 Finals (Германия, Ганновер) — 20000$
- AWL Masters — 3000$
- Neo Star League Season 2 Finals (Китай, Шанхай) — 1400$
- Blizzard Worldwide Invitational 2008 (Франция, Париж) — 5000$
- BlizzCon 2008 Asian qualifier (Южная Корея, Сеул) — 2000$
- NiceGameTV League Season 2 — 1539$
- BlizzCon 2008 (США, Анахайм) — 25000$
- ESWC Masters Athens (Греция, Афины) — 7500$
- World e-Sports Masters 2008 (Китай, Ханчжоу) — 7500$
- EM III Global Challenge Seoul (Южная Корея, Сеул) — 2500$
- IeSF Invitational 2008 (Южная Корея, Сеул) — 9000$
- China versus Korea Series Season III — 2190$

2009 год
- ZOTAC WarCraft III Cup #74 — 130$
- ZOTAC WarCraft III Cup #75 — 127$
- Avalon Online Warcraft III Masters — 375$
- ESWC Masters Cheonan (Южная Корея, Чхонан) — 4000$
- BlizzCon 2009 Korea Regional Finals (Южная Корея, Сеул) — 5000$
- EOG 2009 South Korea Preliminary — 500$
- WCG 2009 Korea Finals
- BlizzCon 2009 (США, Анахайм) — 25000$
- ZOTAC WarCraft III Cup #109 — 150$
- World Cyber Games 2009 (Китай, Чэнду) — 3000$

2010 год
- ESWC 2010 (Франция, Париж) — 8000$
- Beat IT Grand Finals (Китай, Пекин) — 1000$
- World Cyber Games 2010 (США, Лос-Анджелес) — 1000$
- World e-Sports Masters 2010 (Китай, Ханчжоу) — 8000$